# Ashland (Kansas)
Ashland és una població dels Estats Units a l'estat de Kansas. Segons el cens del 2000 tenia 975 habitants.

## Demografia
Segons el cens del 2000, Ashland tenia 975 habitants, 423 habitatges, i 274 famílies. La densitat de població era de 224,1 habitants per km².
Dels 423 habitatges en un 27% hi vivien nens de menys de 18 anys, en un 54,6% hi vivien parelles casades, en un 7,3% dones solteres, i en un 35% no eren unitats familiars. En el 33,8% dels habitatges hi vivien persones soles el 18,4% de les quals corresponia a persones de 65 anys o més que vivien soles. El nombre mitjà de persones vivint en cada habitatge era de 2,26 i el nombre mitjà de persones que vivien en cada família era de 2,86.
Per edats la població es repartia de la següent manera: un 25,2% tenia menys de 18 anys, un 4,4% entre 18 i 24, un 22,6% entre 25 i 44, un 24,8% de 45 a 60 i un 23% 65 anys o més.
L'edat mediana era de 44 anys. Per cada 100 dones de 18 o més anys hi havia 86,4 homes.
La renda mediana per habitatge era de 32.721 $ i la renda mediana per família de 40.682 $. Els homes tenien una renda mediana de 25.000 $ mentre que les dones 20.313 $. La renda per capita de la població era de 18.183 $. Entorn del 9,5% de les famílies i l'11,6% de la població estaven per davall del llindar de pobresa.

## Poblacions més properes
El següent diagrama mostra les poblacions més properes.